# Dethieridris excavata
Dethieridris excavata är en kackerlacksart som först beskrevs av Robert Walter Campbell Shelford 1906.  Dethieridris excavata ingår i släktet Dethieridris och familjen småkackerlackor. Inga underarter finns listade i Catalogue of Life.